# 루브 엘 히즈브

루브 엘 히즈브

루브 엘 히즈브(아랍어: ربع الحزب)는 이슬람교 문화에서 널리 쓰이는 팔각성 모양의 문양이다.
이 문양은 꾸란에서 처음 사용되었는데 꾸란은 60개의 히즈브(Hizb, 구절)가 똑같은 길이에 맞춰 나뉘어 있다. 이 문양은 히즈브의 1/4을 가리키며 히즈브는 주즈(juz')의 1/2을 가리킨다.
이 문양은 아랍어 캘리그래피에서 널리 사용되고 있다. 유니코드 16진 코드는 ۞(U+06DE)이다.

## 사진

투르크메니스탄의 국장
우즈베키스탄의 국장